# Солеминис
Солеминис (итал. Soleminis) је насеље у Италији у округу Каљари, региону Сардинија.
Према процени из 2011. у насељу је живело 1734 становника. Насеље се налази на надморској висини од 202 м.

## Становништво
Према резултатима пописа становништва 2011. у општини је живело 1.858 становника.
| 1931. | 1936. | 1951. | 1961. | 1971. | 1981. | 1991. | 2001. | 2011. |
| ----- | ----- | ----- | ----- | ----- | ----- | ----- | ----- | ----- |
| 557   | 635   | 765   | 858   | 970   | 1.179 | 1.338 | 1.587 | 1.858 |